# Finn Juhl

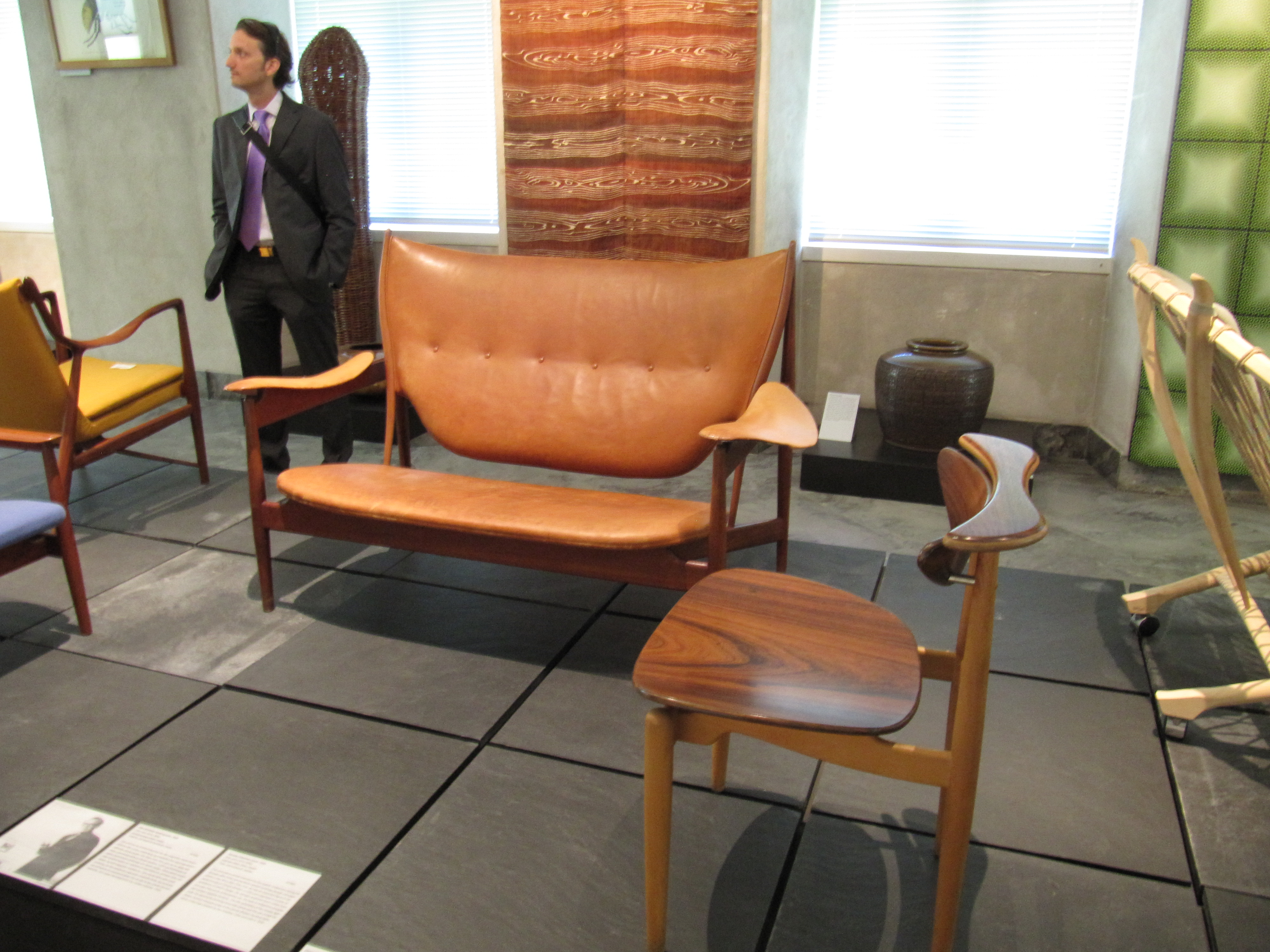
Möbler av Finn Juhl på Designmuseum Danmark i Köpenhamn.

Finn Juhl, född 30 januari 1912 i Frederiksberg, död 17 maj 1989 i Ordrup, var en dansk möbelformgivare och arkitekt. Han ritade endast ett fåtal byggnader och det är som formgivare av möbler och interiörer som han framstår som en av sin generations viktigaste.

## Biografi
Finn Juhl växte upp som son till textilgrossisten Johannes Juhl i Frederiksberg och utbildade sig på Kunstakademiets Arkitektskole 1930–1935 för Kay Fisker. Han arbetade därefter under tio år på Vilhelm Lauritzens arkitektkontor. År 1945 öppnade han eget kontor i Nyhavn i Köpenhamn med specialiering på möbelformgivning och inredningsarkitektur. Han var lärare på Skolen for Boligindretning 1945–1955.
Finn Juhl blev internationellt känd för sina möbler i teak och i långvarigt samarbete med snickarmästaren Niels Vodder från debuten på Snedkerlaugets årsudstilling 1937 på Det Kongelige Danske Kunstakademi, och han blev senare en förgrundsfigur för Dansk design på 1940-talet. Han formgav också bruksvaror i glas och trä. Åren 1951–1952 ritade Finn Juhl inredningen i Förvaltarskapsrådets sal i FN:s huvudkontor i New York.
Finn Juhl gifte sig 1937 med tandläkaren Inge-Marie Skaarup. Han var från 1961 sammanboende med musikförläggaren Hanne Wilhelm Hansen (1927–2003). Han fick Eckersbergmedaljen 1947.

## Finn Juhls hus
Huvudartikel: Finn Juhls hus

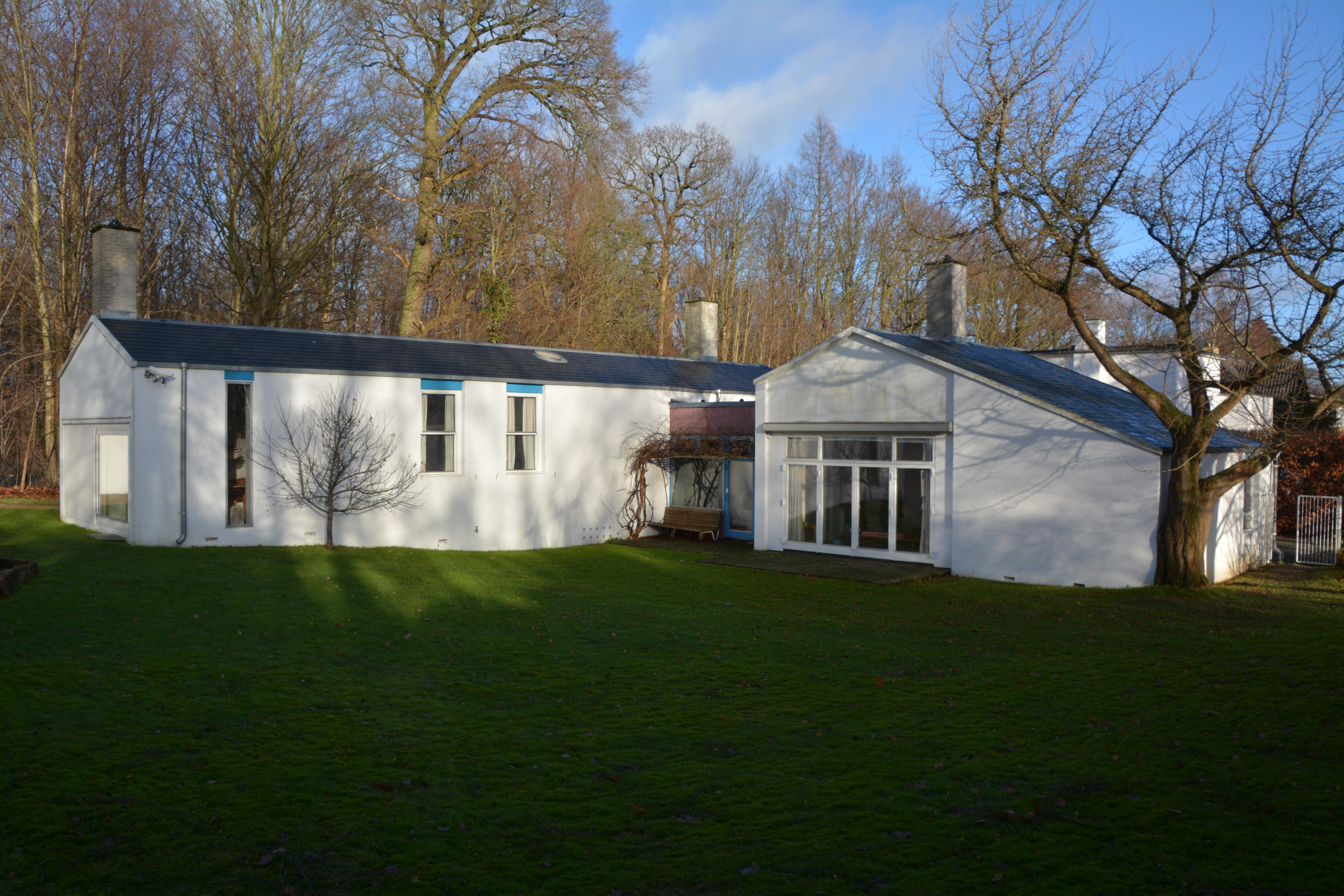
Finn Juhls hus.

Finn Juhls hus på Kratvænget 15 i Ordrup uppfört 1942, som han ritade och inredde själv, är sedan 2008 öppet som en fast utställning under Ordrupgaard. Han fick C.F. Hansen-medaljen 1944 för detta hus.

## Finn Juhlpriset
Huvudartikel: Finn Juhlpriset
Den danska Wilhelm Hansen-fonden inrättade 2003 Finn Juhlpriset för framstående insatser i samband med formgivning av möbler, speciellt stolar.

## Hus och inredningar i urval
- Finn Juhls hus, 1942, på Kratvænget 15 i Ordrup
- Förvaltarskapsrådets sal, 1951-1952, i FN-byggnaden i New York
- Enfamiljshushus, 1951, Nakskov
- Fritidshus, 1962, Engelhøj i Vejby i Gribskovs kommun

## Formgivna möbler i urval
- Stolen Pelikan 1940
- Soffan Poeten, 1941, formgiven för Finn Juhls hus
- Länstolen 45 1945
- Hövdingestolen 1949
- Egyptisk stol 1949
- Baker-soffan 1951, formgiven för Baker Furniture i Grand Rapids, Michigan, USA
- Modell 137, Japanmodellen 1957, inspirerad av toriin vid Itsukushima-helgedomen i Japan

## Utmärkelser
- Eckersbergmedaljen,  1947
- Hedersmedlemskap Royal Designer for Industry,  1978[7]
- Riddare av Dannebrogorden,  1984[8]

[Redigera Wikidata]

## Fotogalleri

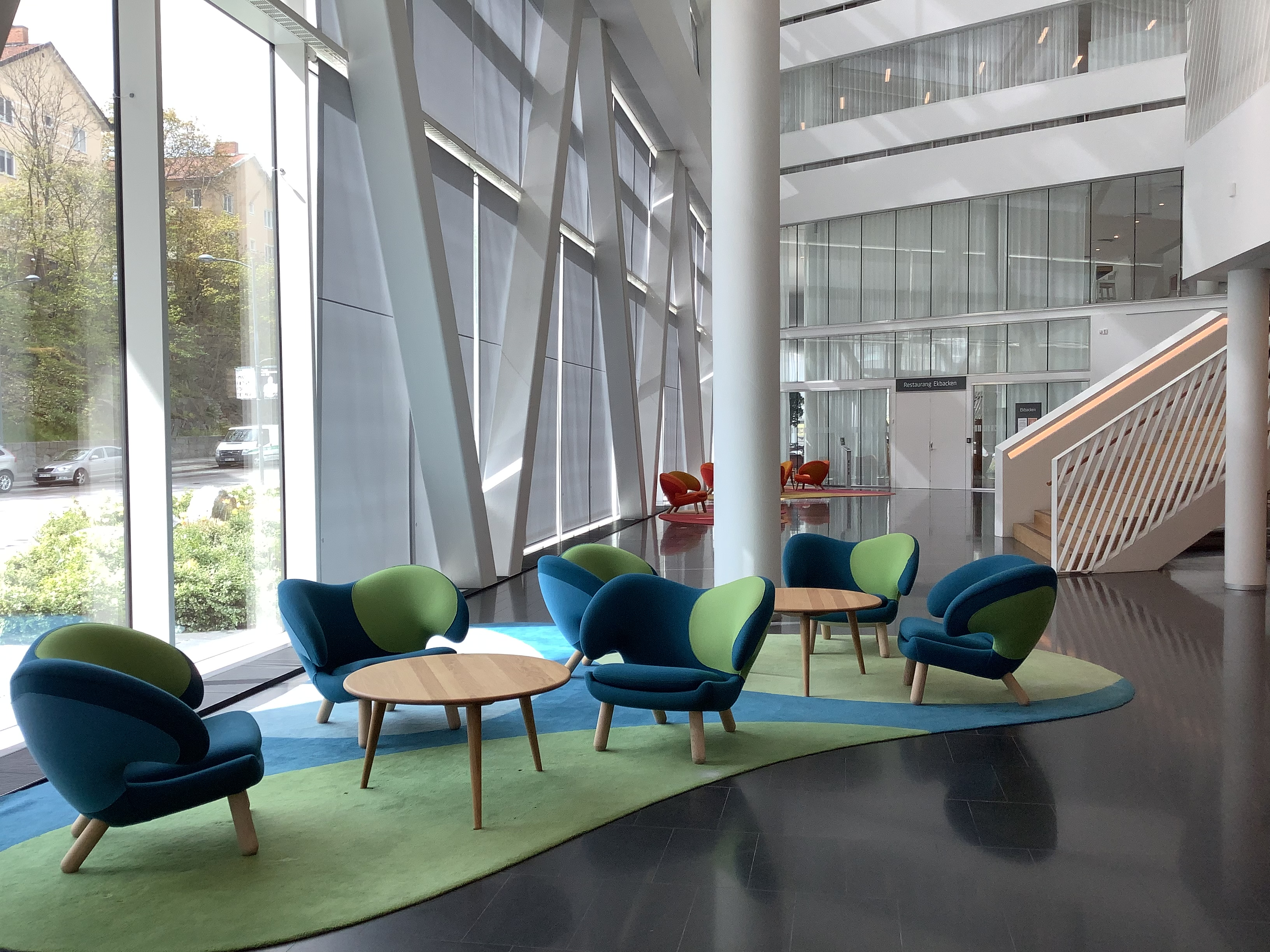
Pelikanfåtöljer i entréhallen till Swedbanks huvudkontor på Landsvägen 50A i Sundbyberg.
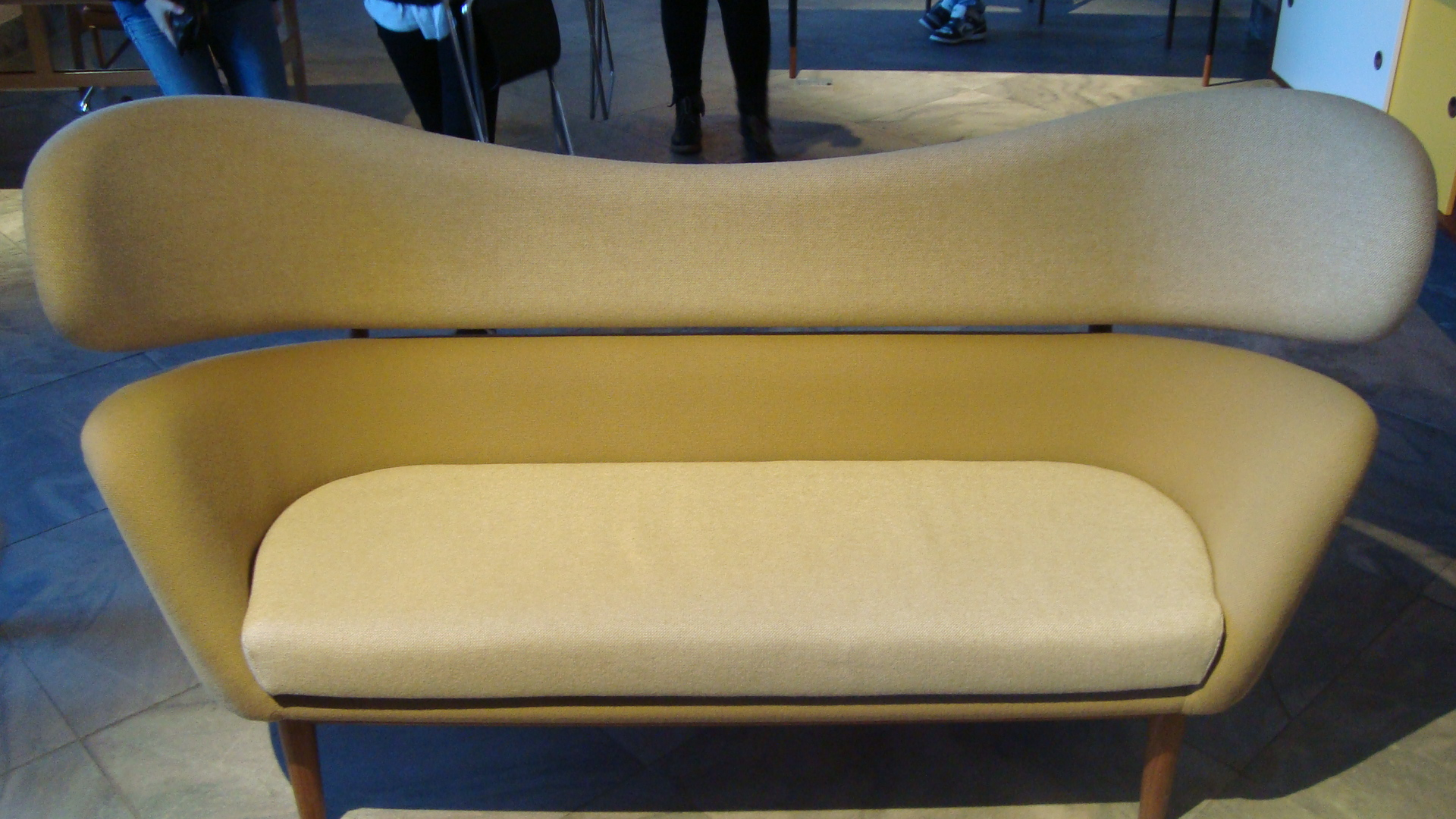
Baker-soffan (1951)
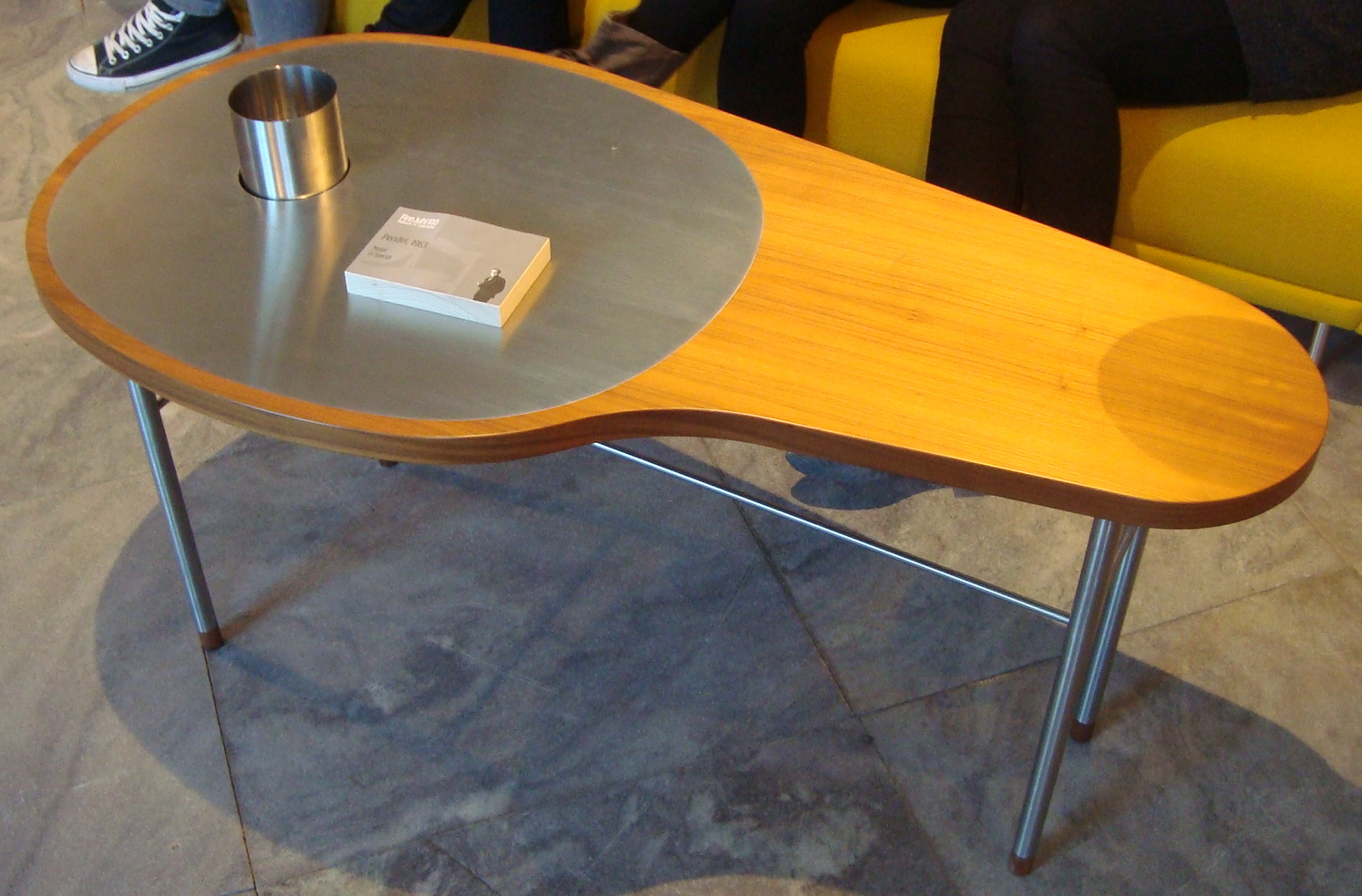
Ross kaffebord (1948)
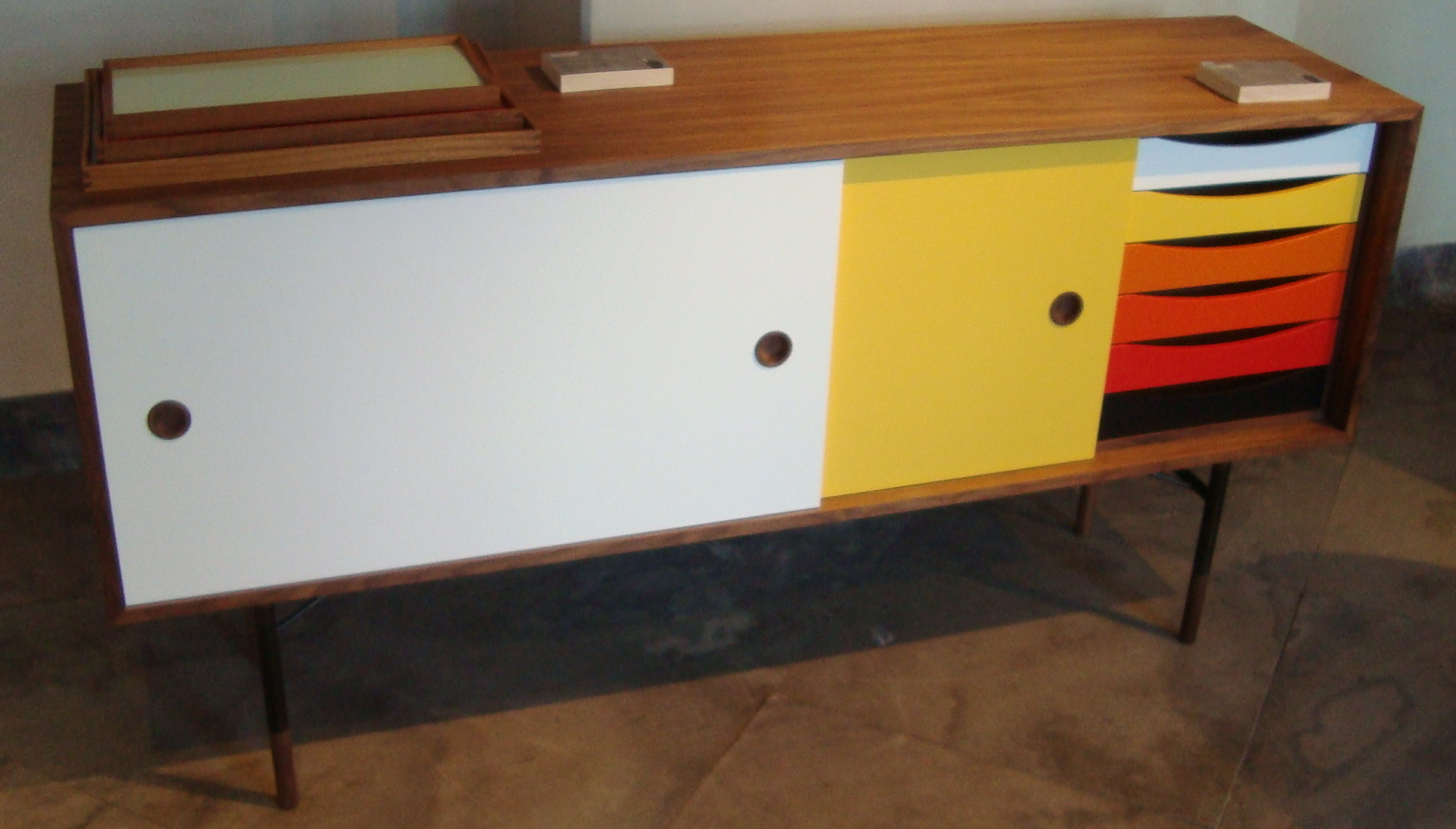
FJ-skänk (1955)
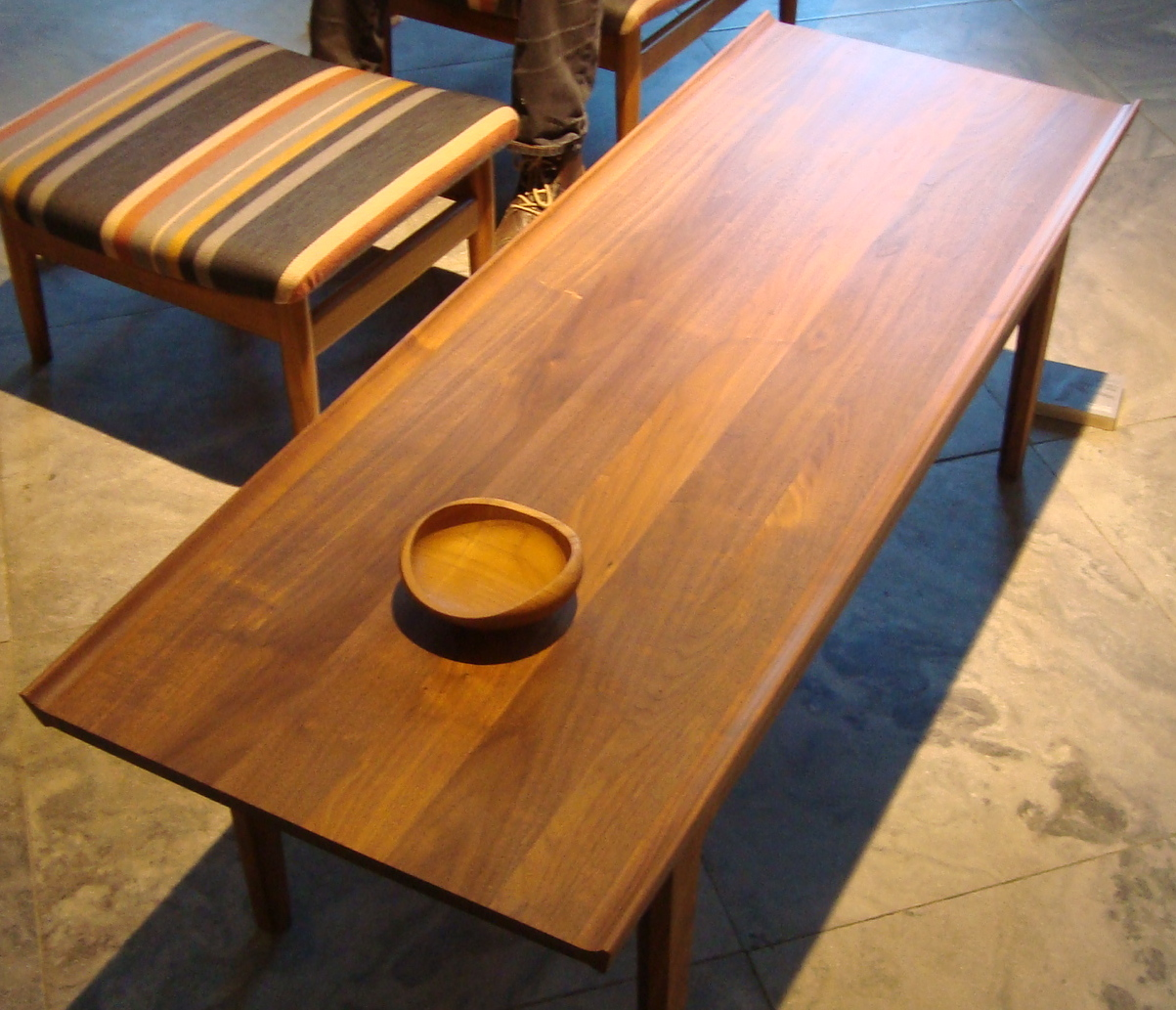
Bord BO101 (1953)
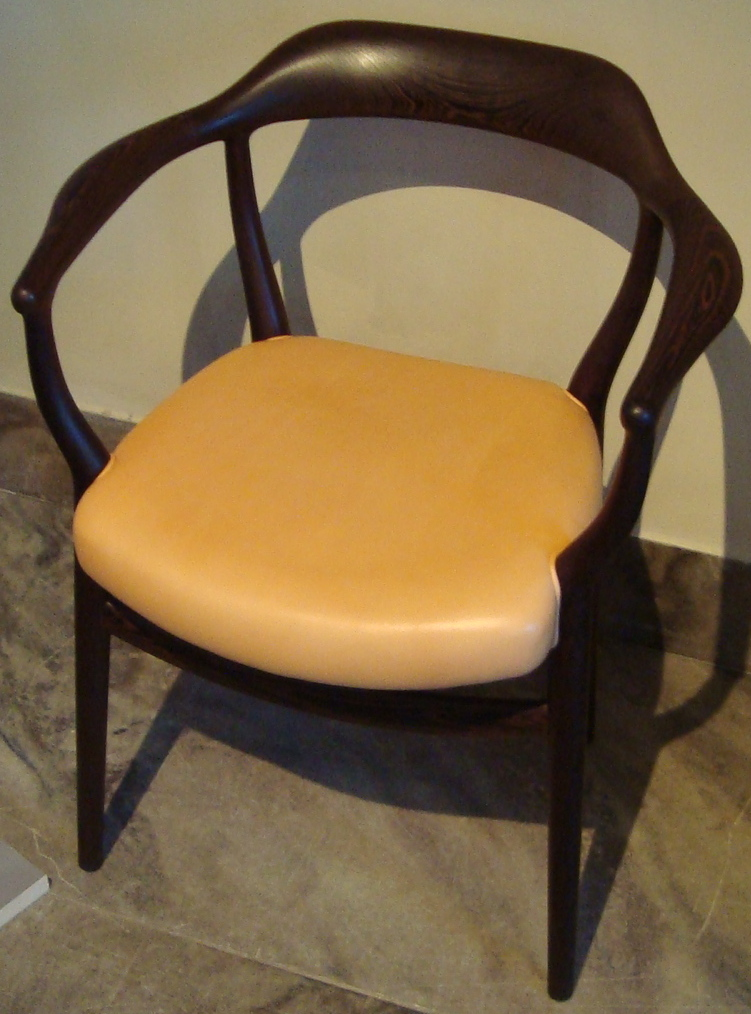
44-stol (1944)